# Modelo climático
Os modelos climáticos utilizam métodos quantitativos para simular as interações da atmosfera, oceanos, superfícies continentais e gelo. São utilizados com vários propósitos que vão desde o estudo da dinâmica do sistema climático até projecções do clima futuro.